# Острів Зав'ялова
59°03′48″ пн. ш. 150°38′31″ сх. д. / 59.063333333333° пн. ш. 150.64194444444° сх. д.
Острів Зав'ялова (рос. остров Завьялова) — безлюдний острів в Охотському морі при вході в Тауйську губу. Розташований за 16 км від мису Таран (59°6′18.76″ пн. ш. 151°6′53.93″ сх. д. / 59.1052111° пн. ш. 151.1149806° сх. д.) на півострові Коні від якого відокремлений глибокою протокою; територія Ольського району Магаданської області Російської Федерації. Площа — 116 км².
Острів гористий. Поблизу його північно-східного берега розташований гірський масив, що досягає висоти 1130 м. На південний захід гори дещо знижуються. Береги високі, скелясті та урвисті; північно-західний берег місцями порізаний лощинами.